# 前1500年代
| 千纪： | 前2千纪 |
| 世纪： | 前17世纪 \| 前16世纪 \| 前15世纪                                                                                     |
| 年代： | 前1530年代 \| 前1520年代 \| 前1510年代 \| 前1500年代 \| 前1490年代 \| 前1480年代 \| 前1470年代                       |
| 年份： | 前1509年 \| 前1508年 \| 前1507年 \| 前1506年 \| 前1505年 \| 前1504年 \| 前1503年 \| 前1502年 \| 前1501年 \| 前1500年 |

## 重要事件及趋势
- 在前1500年代的埃及古墓中发现汞元素。
- 前1506年，统治五十年的雅典传奇国王凱克洛普斯去世。
- 大约前1506年或前1504年，埃及第十八王朝图特摩斯一世开始统治。
- 古埃及征服努比亚和黎凡特（公元前1504年-公元前1492年）。
- 最早的驯化的矇眼貂出现。
- 大约前1500年,波利尼西亚人定居在斐济。
- 大约前1500年，古希腊的迈锡尼文明开始。
- 大约前1500年，厄琉息斯秘仪开始在古希腊出现。
- 前1500年—前500年，吠陀开始成书。